# Rotwand (Fischbachau)
Die Rotwand ist ein bis zu 1439 m ü. NHN hoher Gratrücken im Wendelsteingebiet.

## Topographie
Das obere Jenbachtal wird im Westen vom Breitenstein und im Osten von der Haidwand begrenzt. Der Haidwand unterhalb vorgelagert befindet sich die Rotwand, die sich von ca. 1000 m Höhe bis zu einem Punkt auf 1439 m ü. NHN erstreckt. Über diesen Punkt verläuft die Gemeindegrenze von Fischbachau und Brannenburg.
Der Grat selbst ist nur weglos zugänglich.